# Morze w Bretanii (obraz Władysława Ślewińskiego)
Morze w Bretanii, znany też jako Belle Isle – obraz polskiego malarza Władysława Ślewińskiego namalowany w 1904 roku, przykład symboliczno-romantycznego nurtu w twórczości artysty.
Obraz przechowywany jest w Muzeum Narodowym w Krakowie (nr inwentarzowy  MNK II-b-908), gdzie trafił w 1920 roku jako dar. Jest częścią ekspozycji „Galeria Sztuki Polskiej XX i XXI wieku” w głównym gmachu muzeum.
Obraz wykonany jest techniką olejną. Jego wymiary wynoszą – wysokość: 57,5 cm, szerokość: 82,5 cm (z ramą – wysokość: 74 cm, szerokość: 99 cm, głębokość: 8 cm.

## Tematyka marynistyczna w obrazach Ślewińskiego
Podczas swojego pobytu we Francji Władysław Ślewiński odwiedził Bretanię, gdzie po raz pierwszy zobaczył morze (1889 rok). Widok ten zrobił na artyście wielkie wrażenie. Od tego czasu Ślewiński tworzył dzieła o tematyce marynistycznej. Na obrazach przedstawiał najczęściej morze wzburzone, targane wichrami, rozbijające się o przybrzeżne skały.

## Opis
Morze w Bretanii jest obrazem nasyconym ekspresją i grozą morskiego żywiołu. Kolorystyka jest ograniczona do brązów, błękitów oraz bieli, co podkreśla surowość krajobrazu. Dużą uwagę poświęcił artysta na oddanie nastroju i wrażenia. Obraz zaliczany jest do symboliczno-romantycznego nurtu w marynistycznej twórczości Ślewińskiego.